# シャドークイーン

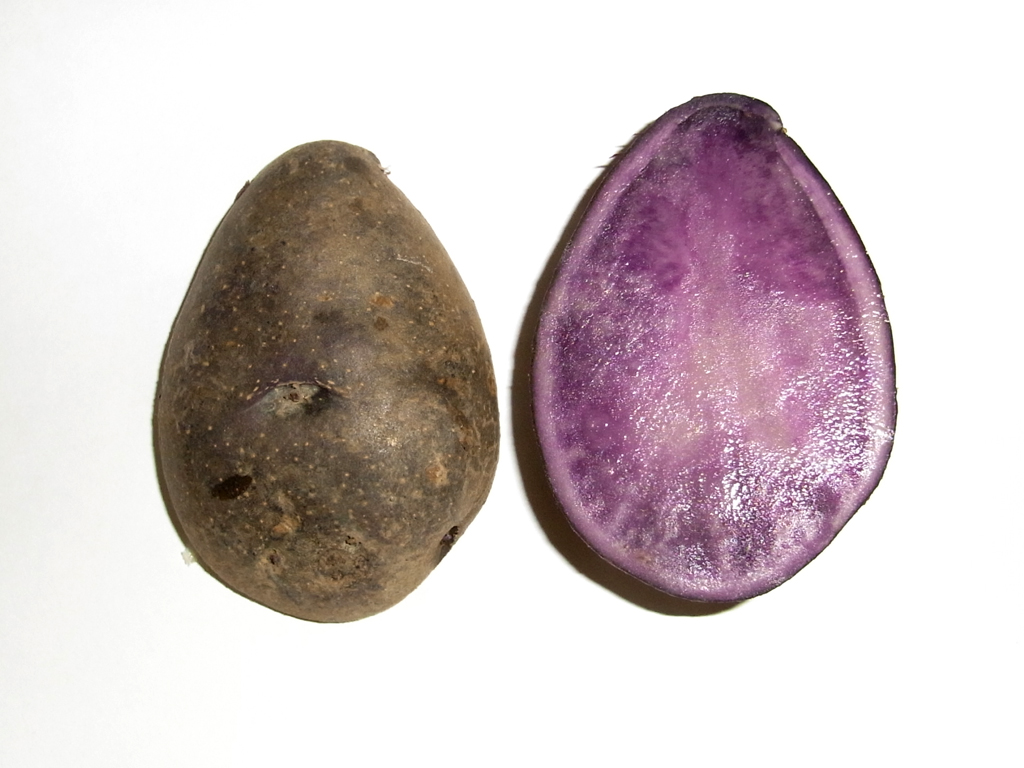
シャドークイーン

シャドークイーンは日本の北海道で開発されたジャガイモの品種。皮が黒紫で中身が赤紫をしているのが特徴。

## 概要
農業・食品産業技術総合研究機構北海道農業研究センターばれいしょ栽培技術研究チーム、寒地地域特産研究チームが育成を行い、2006年に農林水産省の品種認定を受けた。認定番号はばれいしょ農林57号。
キタムラサキを改良して生み出された品種で、キタムラサキと比較するとアントシアニン含有量は多く、塊茎腐敗にも強い。シャドークイーンの特徴的な紫色はアントシアニンを多く含むことによる。紫色は加熱しても失われないため、通常のジャガイモで作るレシピに用いるだけで、彩りの変化が楽しめる。また、シャドークイーンの味はメークイン、男爵薯とは異なり、サツマイモに近い。

## 栽培
北海道が主な産地であるが、長野県や鹿児島県などでも栽培されている。一般的なジャガイモ同様に家庭菜園でも栽培ができ、初心者向けとされる。
春植え向きの品種である。一般的には、3月初旬に種イモを植えると3月下旬から4月上旬に発芽し、5月下旬に白い花が開花、6月上旬から下旬に収穫となる。
栽培方法や注意事項、収穫したシャドークイーンの保存方法については、一般的なジャガイモと同じ。